# Денисенко, Михаил Борисович
Михаил Борисович Денисенко (род. 2 января 1961, Дессау, ГДР) — советский и российский демограф и экономист. Кандидат экономических наук (1983), действительный член РАЕН. Директор Института демографии (с 2021), заведующий кафедрой демографии Института демографии Высшей школы экономики, ординарный профессор ВШЭ.

## Биография
Окончил школу № 176, район Беляево (ныне район Коньково) города Москвы. Закончил Московский государственный университет им. М. В. Ломоносова: экономический факультет, специальность «Политическая экономия» (1983), и факультет вычислительной математики и кибернетики, специальность «Прикладная математика» (1987). В 1992 году защитил кандидатскую диссертацию по теме: «Демографическое развитие России и СССР в первой половине XX века».

## Карьера
- Март 1989 по апрель 2003 года Московский государственный университет имени М. В. Ломоносова, экономический факультет: старший преподаватель, доцент (с 1995)
- 1998—2000 г. Сотрудник (Р-3, Р-4) Отдела демографии ООН (Нью-Йорк)
- Февраль 2003 года — апрель 2007 года Московский государственный университет имени М. В. Ломоносова, экономический факультет: Заведующий сектором региональной демографии и экологии человека Центра по изучению проблем народонаселения
- С апреля 2007 г. и по настоящее время Институт демографии, Национальный исследовательский университет — Высшая школа экономики: заместитель директора института, директор (с 2021), заведующий кафедрой демографии

## Награды и звания
- Медаль «За заслуги в проведении Всероссийской переписи населения» (2012)
- Почётная грамота Федеральной службы государственной статистики (август 2011)[3]

## Основные работы
Книги
- Денисенко М. Б., Калмыкова Н. М. Демография. М. : ИНФРА-М, 2009. учебник для вузов
- Историческая демография / Науч. ред.: И. А. Троицкая, М. Б. Денисенко. М. : МАКС Пресс, 2008.
- Население Кыргызстана в начале XXI века / Под общ. ред.: М. Б. Денисенко. Бишкек : Фонд ООН в области народонаселения, 2011.
- Денисенко М. Б. Механизмы регулирования трудовой миграции. М. : МАКС Пресс, 2011.
- Денисенко М. Б., Новоселова С. В. Основы демографии. Мн. : Альтиора — Живые краски, 2012.
- Демографические аспекты социально-экономического развития / Под общ. ред.: М. Б. Денисенко. Вып. 22. М. : МАКС Пресс, 2012.
- Развитие населения и демографическая политика. Памяти А. Я. Кваши / Под общ. ред.: М. Б. Денисенко, В. В. Елизаров. Вып. 23. М. : МАКС Пресс, 2014.
- Денисенко М. Б., Ионцев В. А., Хорев Б. С. Миграциология — М.: Издательство МГУ, 1989.

Статьи
- Denisenko M. B., Guillot M., Duthé G., Vallin J., Meslé F., Badurashvili I., Gavrilova N., Torgasheva L. Adult mortality patterns in the former Soviet Union’s southern tier: Armenia and Georgia in comparative perspective // Demographic Research. 2017. Vol. 36. № 19. P. 589—608.
- Denisenko M. B., Choudinovskikh O. Russia: A Migration System with Soviet Roots // Migration Information Source. 2017
- Varshavskaia E., Denisenko M. The Economically Inactive Population in Russia // Sociological Research. 2016. Vol. 55. № 4. P. 274—290
- Denisenko M. B. Recent development in emigration from Russia // Baltic RIM Economies Review. 2015. № 5. P. 26-27.
- Варшавская Е. Я., Денисенко М. Б. Экономически неактивное население России: численность, динамика, характеристики // Социологические исследования. 2015. № 5. С. 42-51.[4]